# Gunter Lange (General)
Gunter Lange (* 19. Januar 1939 in Zerbst) ist ein deutscher Pilot und Generalmajor außer Dienst der Luftwaffe der Bundeswehr.

## Leben
Beförderungen
- 1960 Leutnant
- 1963 Oberleutnant
- 1965 Hauptmann
- 1969 Major
- 1971 Oberstleutnant
- 1983 Oberst
- 1991 Brigadegeneral
- 1996 Generalmajor

Lange trat 1958 in die Bundeswehr in Bückeburg ein. Von 1959 bis 1962 erhielt er die Offizier- und Flugzeugführerausbildung in Neubiberg, Uetersen und Lackland/Texas sowie 1962/63 (T-33, F-86) in Fürstenfeldbruck und Oldenburg. Von 1963 bis 1965 war er Flugzeugführer im Jagdgeschwader 73 in Sobernheim. Danach war er Waffeneinsatzoffizier und Flugzeugführer Stab/Fliegende Gruppe im Jagdgeschwader 42 in Sobernheim sowie Flugzeugführer Stab und Einsatzoffizier im Leichten Kampfgeschwader 42 in Sobernheim.
1971 wurde er Staffelkapitän im Leichten Kampfgeschwader 44 in Leipheim. Von 1973 bis 1975 war er Flugzeugführer- und Lehrstabsoffizier Taktik an der Offizierschule der Luftwaffe (OSLw) in Neubiberg. 1975 wurde er Jagdbomberflugzeugführeroffizier und stellvertretender Kommandeur der Fliegenden Gruppe im Jagdgeschwader 35 in Sobernheim, wo er eine Umschulung auf F-4 Phantom erhielt. 1977/78 war er Jagdflugzeugführerstabsoffizier und Kommandeur der Fliegenden Gruppe im Jagdgeschwader 74 „Mölders“ in Neuburg an der Donau. 1978 wurde er Referent im Führungsstab der Luftwaffe (Fü L III) in Bonn. Von 1981 bis 1983 war er stellvertretender Kommodore und von 1983 bis 1985 Kommodore des Jagdgeschwaders 74. 1986 wurde er Luftwaffenattaché der Deutschen Botschaft Washington, D.C. 1989 wurde er Chef des Stabes und stellvertretender Kommandeur der 2. Luftwaffendivision in Birkenfeld. 1990 wurde er in das Bundeswehrkommando Ost nach Straußberg versetzt.
1991/92 war er stellvertretender Kommandeur der 5. Luftwaffendivision in Straßberg. Außerdem wurde er umgeschult auf MiG-29 Fulcrum. 1993 erhielt er eine Attachéausbildung und wurde dann von 1993 bis 1996 Verteidigungsattaché in der Deutschen Botschaft Moskau. 1996 wurde er stellvertretender Kommandierender General des Luftwaffenkommandos Nord in Kalkar. 1999 erfolgte die Rückschulung auf „Phantom“. Im selben Jahr trat er außer Dienst.
Er ist verheiratet und Vater von zwei Kindern.

## Auszeichnungen
- Ehrenkreuz der Bundeswehr in Gold